# Thomas Peckett Prest
Thomas Pecket Prest, talvolta riportato come Thomas Preskett Prest (1810 – 1859), è stato uno scrittore, giornalista e musicista britannico.

## Biografia
Prest è stato un prolifico produttore di penny dreadfuls, ricordato particolarmente per essere il co-creatore (insieme con James Malcolm Rymer) del personaggio di Sweeney Todd, il "diabolico barbiere" protagonista del romanzo Sweeney Todd - Il diabolico barbiere di Fleet Street, nonché il coautore, sempre con Rymer, di Varney il Vampiro . Ha firmato le sue opere utilizzando diversi pseudonimi tra cui Bos, il quale si rifà allo pseudonimo di Charles Dickens, Boz. Prima di entrare nella casa editrice di Edward Lloyd, Perst si era fatto un nome come musicista e compositore di talento.

## Opere
- 1831: The Miller and His Men; or, The Bohemian Banditti
- 1839: The Penny Pickwick (parodia di Il Circolo Pickwick)
- 1841: Gallant Tom: or, the Perils of a Sailor
- 1841: The Life and Adventures of Oliver Twiss, the Workhouse Boy (1841) (parodia di Oliver Twist)
- 1841: Ela, the Outcast; or, The Gipsy of Rosemary Dell. A Romance of Thrilling Interest
- 1841: The Hebrew Maiden; or, The Lost Diamond
- 1842: Ernestine de Lacy; or, The Robber's Foundling. An Old English Romance
- 1842: Adeline; or, The Grave of the Forsaken. A Domestic Romance
- 1844: The Smuggler King; or, The Foundling of the Wreck. A Nautico-Domestic Romance
- 1844: Gilbert Copley, the Reprobate. A Domestic Romance
- 1846: Sweeney Todd - Il diabolico barbiere di Fleet Street (The String of Pearls; or, The Barber of Fleet Street: A Domestic Romance)
- 1847: Varney il Vampiro (Varney the Vampyre, or the Feast of Blood)
- 1850:  The Harvest Home: A Romance
- 1851: The Brigand; or, The Mountain Chief: A Romance
- 1852: The Robber's Wife: A Domestic Romance
- 1856: Schamyl; or, The Wild Woman of Circassia. An Original Historical Romance (1856)
- ?: David Copperful (parodia di David Copperfield)
- ?: Nickelas Nicklebery (parodia di Nicholas Nickleby)
- ?: The Maniac Father; or, The Victims of Seduction
- ?: Vice and its Victims; or, Phoebe the Peasant's Daughter